# Border Terrier
Der Border Terrier ist eine von der FCI anerkannte britische Hunderasse (FCI-Gruppe 3, Sektion 1, Standard Nr. 10).

## Herkunft und Geschichtliches
Der Border Terrier stammt aus dem Grenzgebiet (borders) zwischen England und Schottland, wo er hauptsächlich zur Fuchs- und Dachsjagd eingesetzt wurde. Seine Herkunft ist unklar, wahrscheinlich hat er denselben Ursprung wie der Dandie Dinmont Terrier und der Bedlington Terrier. Schon im ausgehenden 18. Jahrhundert haben verschiedene Maler Terrier dargestellt, die dem heutigen Border Terrier ähneln, die Rasse, wie man sie heute kennt, hat sich aber erst später herausgebildet. Die Zucht begann Anfang des 20. Jahrhunderts und die Rasse wurde 1920 offiziell vom Kennel Club anerkannt.

## Beschreibung

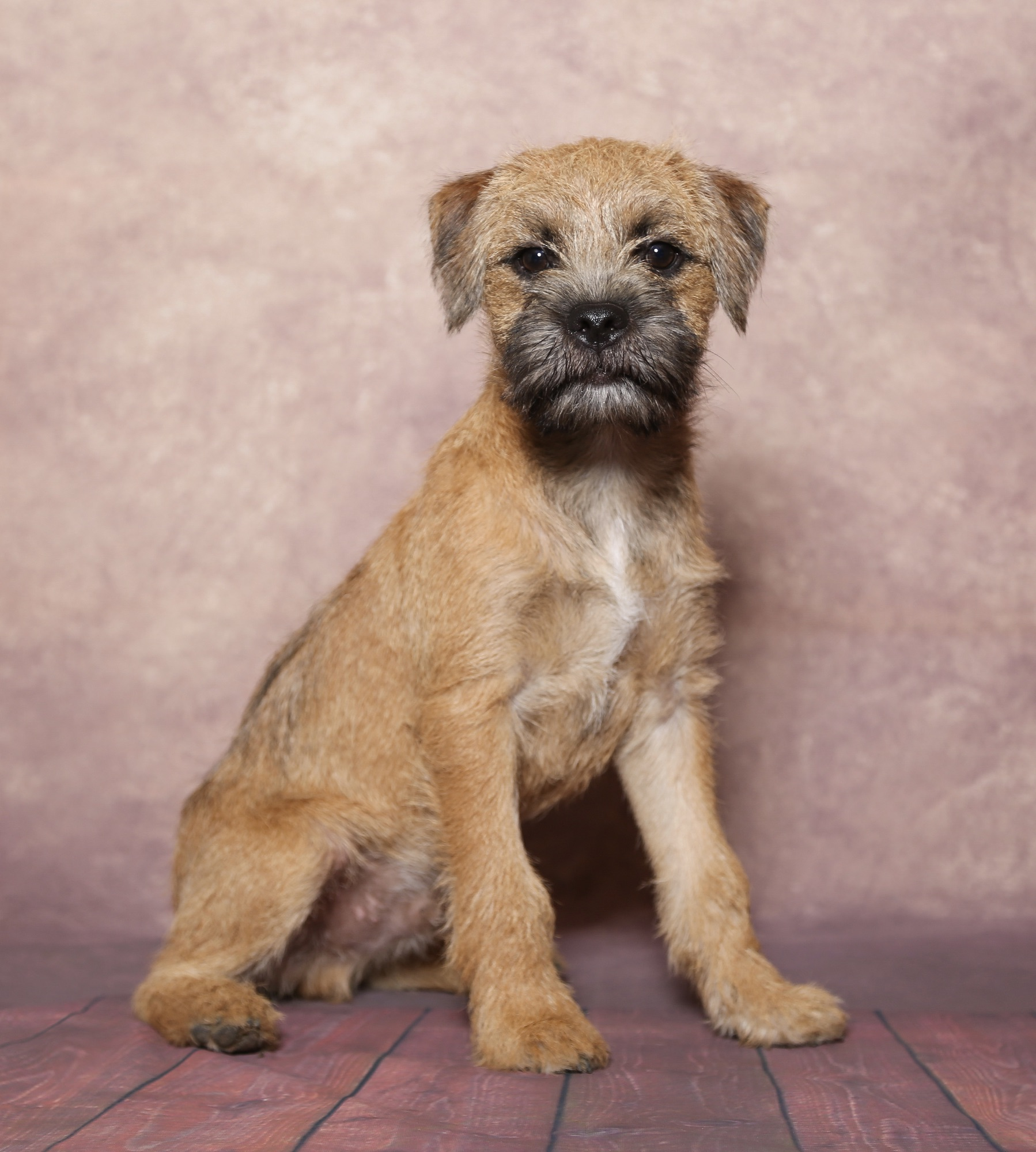
Junger Border-Terrier-Rüde (4 Monate)

Der Border Terrier ist ein kleiner, ca. 32–37 cm großer (es gibt keine Größengrenzen im FCI-Standard des Border Terriers) und ca. 5,1 bis 7,1 kg schwerer Arbeitsterrier, der auch bei der Jagd eingesetzt wird. Er hat ein drahtiges, harsches, dreifaches Haarkleid in den Farben Rot, Weizen, Grizzle and Tan und Blue and Tan. Die Ohren sind hängend, eher klein, v-förmig an der Wange anliegend. Für ein rassegerechtes Aussehen sollte man ihn jeden 3. Monat trimmen.

## Verwendung
Der kleine Gebrauchshund eignet sich zur Jagd auf Fuchs und Raubzeug, er ist lebhaft und widerstandsfähig.

## Rassespezifische Erkrankungen
Das Canine Epileptoid Cramping Syndrome ist eine Erkrankung, die mit epilepsieähnlichen Krämpfen einhergeht.